# 斐迪南六世
斐迪南六世（西班牙語：Fernando VI，1713年9月23日—1759年8月10日，又譯费尔南多六世），全名斐迪南·德·波旁-薩伏依（Fernando de Borbón y Savoy），史稱博學者（el Prudente）、正義者（el Justo），是西班牙國王，1746年至1759年在位。他是西班牙波旁王朝的第三位國王。
斐迪南六世是西班牙波旁王朝的創立人腓力五世與首任妻子瑪麗亞·路易莎·加布里埃拉的次子、西班牙國王路易斯一世及卡洛斯三世的兄弟，法國國王路易十四之曾孫。斐迪南六世因追求精緻，世稱「博學者」。射擊和音樂是他唯一的樂趣，他是著名歌手法里內利的慷慨贊助者，其聲音能夠安慰他的憂鬱。

## 生平
斐迪南六世之父腓力五世患有躁狂抑鬱症及而他的憂鬱症越來越深。因為他的性格被動，所以他完全受制於第二任妻子埃麗莎貝塔·法爾內塞。埃麗莎貝塔身為斐迪南的繼母，只寵愛自己所生的孩子，所以她視斐迪南為她的孩子的絆腳石。斐迪南早年亦因此被繼母阻撓不得參與政事。
斐迪南六世為人憂鬱、害羞和對自己的能力沒有自信。雖然他從來都避免作出決定，而且做事不夠堅定，但是他在1754年粉碎首相恩塞納達侯爵的謀反事件中，即時解除他一切職務並將他囚禁，顯得決斷。恩塞納達侯爵是帕爾馬的埃麗莎貝塔的支持者，他曾幫助她的兒子、斐迪南同父異母之弟卡洛斯及菲利波分別成為那不勒斯國王及帕爾馬公爵。恩塞納達侯爵更曾先後在兩人的王廷效力。直至1743年，恩塞納達侯爵被腓力五世任命為首相，當時只有41歲。斐迪南六世即位以後不計前嫌，仍然任用恩塞納達侯爵為首相，完成多方面的改革。
1752年，斐迪南六世建立費爾南迪學院，發展美術。他還設立植物園，觀像台等。他一生熱愛音樂，大力贊助意大利音樂家法里內利。在奧地利王位繼承戰爭及歐洲七年戰爭期間，他恪守中立，並不參戰，使西班牙國力可以恢復。晚年，因受不了他的妻子葡萄牙的芭芭拉於1758年逝世，斐迪南六世發瘋了，終於在1759年逝世。死後，由其弟即位為卡洛斯三世。